# 파 크라이 (영화)
《파 크라이》(Far Cry)는 우베 볼 감독이 동명의 게임을 모델로 하여 2008년에 제작한 영화이다. 독일의 볼 KG 프로덕션스와 캐나다의 브라이트라이트 픽쳐스가 투자하였고, 틸 슈바이거 등의 배우가 출연하였다. 제작비는 3천만 달러가 소요되었다.
대한민국에는 ㈜크래커픽쳐스에서 수입하여 2009년 7월 23일 극장 상영으로 홍보하였으나, 극장 상영은 이루어지지 않았고 후에 VOD로 출시되었다.

## 출연진

### 주연
- 틸 슈바이거 : 잭 카버 역
- 에마누엘 바우거 : 발레리 카디널 역

## 조연
- 우도 키에르 : 크리거 박사 역
- 나탈리아 아벨론 : 체르노프 역
- 랠프 모엘러 : 맥스 카디널 역

## 해외 수출

### 대한민국
- 출시 : VOD 출시, 극장 미개봉
- 관람등급 : 15세 이상 관람가 (영화사 자체 등급)
- 러닝타임 : 91분
- 수입 : ㈜크래커픽쳐스
- 배급 : ㈜크래커픽쳐스
- 홍보/마케팅 : ㈜크래커픽쳐스

## 제작
우베 볼 감독은 게임이 출시되기 전 의도적으로 크라이텍으로부터 파 크라이 영화의 권리를 취득했다. 2006년 10월 인터뷰에서 우베 볼은 파 크라이의 제작이 2007년 5월 시작될 것이라고 언급하였다. 이 영화는 2008년 10월 2일 독일에서 개봉하였다.

## 평가
우베 볼이 감독한 다른 대부분의 영화들처럼 파 크라이는 대부분의 비평가들로부터 부정적인 평가를 받았다. IGN은 이 영화에 대해 10점 만점에 3점을 주었다.

## 같이 보기
- 비디오 게임을 원작으로 한 영화 목록